# Campionat del món d'handbol masculí de 1958
El Campionat del món d'handbol masculí de 1958 fou la tercera edició del Campionat del món d'handbol masculí. Es disputà a la República Democràtica Alemanya entre el 27 de febrer i el 8 de març de 1958.
Hi prenen part 16 seleccions nacionals i per primera vegada n'hi ha una d'Amèrica, el Brasil. Alemanya envià un equip unificat, amb jugadors provinents tant de la República Democràtica Alemanya com de la República Federal Alemanya. Suècia guanyà el campionat, sense perdre cap partit durant el campionat, i vencent en la final a Txecoslovàquia.

## Resum de medalles
| Or | Argent | Bronze |
| Suècia Donald Lindblom · Roland Mattson · Lennart Ring · Rune Åhrling · Gösta Carlsson · Uno Danielsson · Nils Ekeroth · Sten Hellberg · Kjell Jönsson · Gunnar Kämpendahl · Hans Karlsson · Hans Olsson · Lars-Erik Olsson · Stig-Lennart Olsson · Åke Reimer · Rolf Zachrisson Entrenador: Curt Wadmark | Txecoslovàquia Josef Čaniga · Karel Čermák · Václav Eret · Antonín Frolo · Jiří Klemm · Bedřich König · Vojtěch Mareš · Vladimír Nykl · Jaroslav Provazník · Dušan Ruža · Oldřich Spáčil · Josef Trojan · Jiří Vícha · Miroslav Vícha · František Vykouřil Entrenador: Jan Voreth | Alemanya Hans-Jürgen Hinrichs · Fredi Pankonin · Adolf Giele · Harald Gleinig · Günter Herzog · Rudolf Hirsch · Horst Käsler · Peter Kretzschmar · Klaus-Dieter Matz · Otto Maychrzak · Günter Mundt · Wolfgang Niescher · Hinrich Schwenker · Paul Tiedemann · Edwin Vollmer Entrenador: Werner Vick |

## Participants i grups
- Grup A, a Erfurt:  Espanya,  Finlàndia,  Polònia,  Suècia
- Grup B, a Berlín Est:  Alemanya,  França,  Luxemburg,  Noruega
- Grup C, a Magdeburg:  Hongria,  Islàndia,  Romania,  Txecoslovàquia
- Grup D, a Rostock:  Àustria,  Brasil,  Dinamarca,  Iugoslàvia

## Primera fase
Es fan quatre grups amb quatre equips en cadascun. Els dos primers classificats passen a la següent ronda.

### Grup A
| Equip     | Pts | PJ | PG | PE | PP | GF | GC | DIF |
| --------- | --- | -- | -- | -- | -- | -- | -- | --- |
| Suècia    | 6   | 3  | 3  | 0  | 0  | 77 | 41 | +36 |
| Polònia   | 3   | 3  | 1  | 1  | 0  | 53 | 44 | +9  |
| Espanya   | 2   | 3  | 1  | 0  | 2  | 41 | 72 | -31 |
| Finlàndia | 1   | 3  | 0  | 1  | 2  | 46 | 60 | -14 |

- Resultats del grup A

| Data  | Partit¹ | Partit¹ | Partit¹   | Resultat |
| ----- | ------- | ------- | --------- | -------- |
| 27.02 | Espanya | -       | Suècia    | 11-31    |
| 27.02 | Polònia | -       | Finlàndia | 14-14    |
| 01.03 | Espanya | -       | Finlàndia | 19-16    |
| 01.03 | Suècia  | -       | Polònia   | 19-14    |
| 02.03 | Polònia | -       | Espanya   | 25-11    |
| 02.03 | Suècia  | -       | Finlàndia | 27-16    |

- (¹) – Tots els partits foren disputats a Erfurt.

### Grup B
| Equip     | Pts | PJ | PG | PE | PP | GF | GC  | DIF  |
| --------- | --- | -- | -- | -- | -- | -- | --- | ---- |
| Alemanya  | 6   | 3  | 3  | 0  | 0  | 97 | 25  | +72  |
| Noruega   | 4   | 3  | 2  | 0  | 1  | 67 | 40  | +27  |
| França    | 2   | 3  | 1  | 0  | 2  | 66 | 57  | +9   |
| Luxemburg | 0   | 3  | 0  | 0  | 3  | 20 | 128 | -108 |

- Resultats del grup B

| Data  | Partit¹  | Partit¹ | Partit¹   | Resultat |
| ----- | -------- | ------- | --------- | -------- |
| 27.02 | Alemanya | -       | Luxemburg | 46-4     |
| 27.02 | Noruega  | -       | França    | 17-13    |
| 01.03 | Noruega  | -       | Luxemburg | 41-8     |
| 01.03 | Alemanya | -       | França    | 19-14    |
| 02.03 | França   | -       | Luxemburg | 41-8     |
| 02.03 | Alemanya | -       | Noruega   | 19-9     |

- (¹) – Tots els partits foren disputats a Berlín Oriental.

### Grup C
| Equip          | Pts | PJ | PG | PE | PP | GF | GC | DIF |
| -------------- | --- | -- | -- | -- | -- | -- | -- | --- |
| Txecoslovàquia | 6   | 3  | 3  | 0  | 0  | 74 | 41 | +33 |
| Hongria        | 3   | 3  | 1  | 1  | 1  | 46 | 58 | -12 |
| Islàndia       | 2   | 3  | 1  | 0  | 2  | 46 | 57 | -11 |
| Romania        | 1   | 3  | 0  | 1  | 2  | 40 | 50 | -10 |

- Resultats del grup C

| Data  | Partit¹        | Partit¹ | Partit¹  | Resultat |
| ----- | -------------- | ------- | -------- | -------- |
| 27.02 | Txecoslovàquia | -       | Islàndia | 27-17    |
| 27.02 | Hongria        | -       | Romania  | 16-16    |
| 01.03 | Islàndia       | -       | Romania  | 13-11    |
| 01.03 | Txecoslovàquia | -       | Hongria  | 16-11    |
| 02.03 | Hongria        | -       | Islàndia | 19-16    |
| 02.03 | Txecoslovàquia | -       | Romania  | 21-13    |

- (¹) – Tots els partits foren disputats a Rostock.

### Grup D
| Equip      | Pts | PJ | PG | PE | PP | GF | GC | DIF |
| ---------- | --- | -- | -- | -- | -- | -- | -- | --- |
| Dinamarca  | 6   | 3  | 3  | 0  | 0  | 74 | 42 | +32 |
| Iugoslàvia | 4   | 3  | 2  | 0  | 1  | 69 | 37 | 32  |
| Àustria    | 2   | 3  | 1  | 0  | 2  | 50 | 69 | -19 |
| Brasil     | 0   | 3  | 0  | 0  | 3  | 33 | 78 | -45 |

- Resultats del grup D

| Data  | Partit¹    | Partit¹ | Partit¹    | Resultat |
| ----- | ---------- | ------- | ---------- | -------- |
| 27.02 | Dinamarca  | -       | Brasil     | 32-12    |
| 27.02 | Iugoslàvia | -       | Àustria    | 35-8     |
| 01.03 | Àustria    | -       | Brasil     | 24-12    |
| 01.03 | Dinamarca  | -       | Iugoslàvia | 20-12    |
| 02.03 | Iugoslàvia | -       | Brasil     | 22-9     |
| 02.03 | Dinamarca  | -       | Àustria    | 22-18    |

- (¹) – Tots els partits foren disputats a Magdeburg.

## Segona fase
Es fan dos grups amb quatre equips cadascun. Els dos primers classificats disputaran la final, els dos segons el partit per la medalla de bronze, els dos tercers pel cinquè lloc i els dos quarts el partit per la setena posició.

### Grup I
| Equip          | Pts | PJ | PG | PE | PP | GF | GC | DIF |
| -------------- | --- | -- | -- | -- | -- | -- | -- | --- |
| Txecoslovàquia | 6   | 3  | 3  | 0  | 0  | 64 | 35 | +29 |
| Alemanya       | 4   | 3  | 2  | 0  | 1  | 55 | 41 | +14 |
| Noruega        | 2   | 3  | 1  | 0  | 2  | 42 | 61 | -19 |
| Hongria        | 0   | 3  | 0  | 0  | 3  | 47 | 71 | -24 |

- Resultats del grup I

| Data  | Partit¹        | Partit¹ | Partit¹  | Resultat |
| ----- | -------------- | ------- | -------- | -------- |
| 04.03 | Alemanya       | -       | Hongria  | 22-16    |
| 04.03 | Txecoslovàquia | -       | Noruega  | 21-10    |
| 06.03 | Noruega        | -       | Hongria  | 23-21    |
| 06.03 | Txecoslovàquia | -       | Alemanya | 17-14    |

- (¹) – Tots els partits foren disputats a Berlín Oriental.

### Grup II
| Equip      | Pts | PJ | PG | PE | PP | GF | GC | DIF |
| ---------- | --- | -- | -- | -- | -- | -- | -- | --- |
| Suècia     | 6   | 3  | 3  | 0  | 0  | 58 | 35 | +23 |
| Dinamarca  | 4   | 3  | 2  | 0  | 1  | 54 | 40 | +14 |
| Polònia    | 2   | 3  | 1  | 0  | 2  | 38 | 48 | -10 |
| Iugoslàvia | 0   | 3  | 0  | 0  | 3  | 28 | 55 | -27 |

- Resultats del grup II

| Data  | Partit¹   | Partit¹ | Partit¹    | Resultat |
| ----- | --------- | ------- | ---------- | -------- |
| 04.03 | Dinamarca | -       | Polònia    | 22-15    |
| 04.03 | Suècia    | -       | Iugoslàvia | 26-9     |
| 06.03 | Polònia   | -       | Iugoslàvia | 9-7      |
| 06.03 | Suècia    | -       | Dinamarca  | 13-12    |

- (¹) – Tots els partits foren disputats a Leipzig.

## Fase final

### Setè lloc
| 07.03   |       |            |                 |
| Hongria | 24-16 | Iugoslàvia | Berlín Oriental |

### Cinquè lloc
| 07.03   |       |         |                 |
| Polònia | 20-18 | Noruega | Berlín Oriental |

### Tercer lloc
| 08.03    |       |           |                 |
| Alemanya | 16-13 | Dinamarca | Berlín Oriental |

### Final
| 08.03          |       |        |                 |
| Txecoslovàquia | 12-22 | Suècia | Berlín Oriental |

## Classificació final
| Pos. | Equip          |
| 1    | Suècia         |
| 2    | Txecoslovàquia |
| 3    | Alemanya       |
| 4    | Dinamarca      |
| 5    | Polònia        |
| 6    | Noruega        |
| 7    | Hongria        |
| 8    | Iugoslàvia     |
| 9    | Espanya        |
| 10   | França         |
| 11   | Islàndia       |
| 12   | Àustria        |
| 13   | Romania        |
| 14   | Finlàndia      |
| 15   | Brasil         |
| 16   | Luxemburg      |